# Pseudozonitis roseomaculatis
Pseudozonitis roseomaculatis es una especie de coleóptero de la familia Meloidae.

## Distribución geográfica
Habita en Texas (Estados Unidos).